# Roodhalsduif
De roodhalsduif (Patagioenas squamosa) is een vogel uit de familie Columbidae (duiven).

## Verspreiding en leefgebied
Deze soort is endemisch in West-Indië.